# Bars Kazań
Bars Kazań (ros. Барс Казань, tat. Барс Казан) – rosyjski klub hokeja na lodzie z siedzibą w Kazaniu.

## Historia
- Ak Bars-2 Kazań (-2009)
- Bars Kazań (2009-)

Zespół działa jako stowarzyszony z klubem Ak Bars Kazań z seniorskich rozgrywek KHL. Od 2009 drużyna występowała w rozgrywkach juniorskich MHL. Po zdobyciu mistrzostwa MHL w sezonie 2014/2015 drużyna Barsa została przeniesiona z MHL do seniorskich rozgrywek WHL. Jej miejsce w MHL zajął Irbis Kazań, dotąd występujący w MHL-B.

## Sukcesy
- Pierwsze miejsce w Dywizji Powołże w sezonie zasadniczym MHL: 2012, 2014
- Pierwsze miejsce w Konferencji Wschód w sezonie zasadniczym MHL: 2014
- Brązowy medal MHL: 2014

## Szkoleniowcy
- Wsiewołod Jełfimow (2009-2012)[4][5][6]
- Siergiej Łopuszanski (2012-2014)[7][8]
- Wsiewołod Jełfimow (2014-2015)[9]
- Michaił Sarmatin (2015-2016)[10]
- Ajrat Kadiejkin (2016-2019)[11][12][13]
- Siergiej Duszkin (IV.2019-)[14][15][16]
- Artiom Anisimow (IV.2022-)[17]
- Aleksandr Stiepanow (2023-)[18]

W październiku 2017 do sztabu trenerskiego wszedł Dmitrij Bałmin.